# Cyphaspis
Cyphaspis – rodzaj stawonogów z wymarłej gromady trylobitów, z rzędu Proetida. Żył w okresie syluru i dewonu. Jego skamieniałości znaleziono na terenach obecnej Europy, Północnej Afryki i Ameryki Północnej.

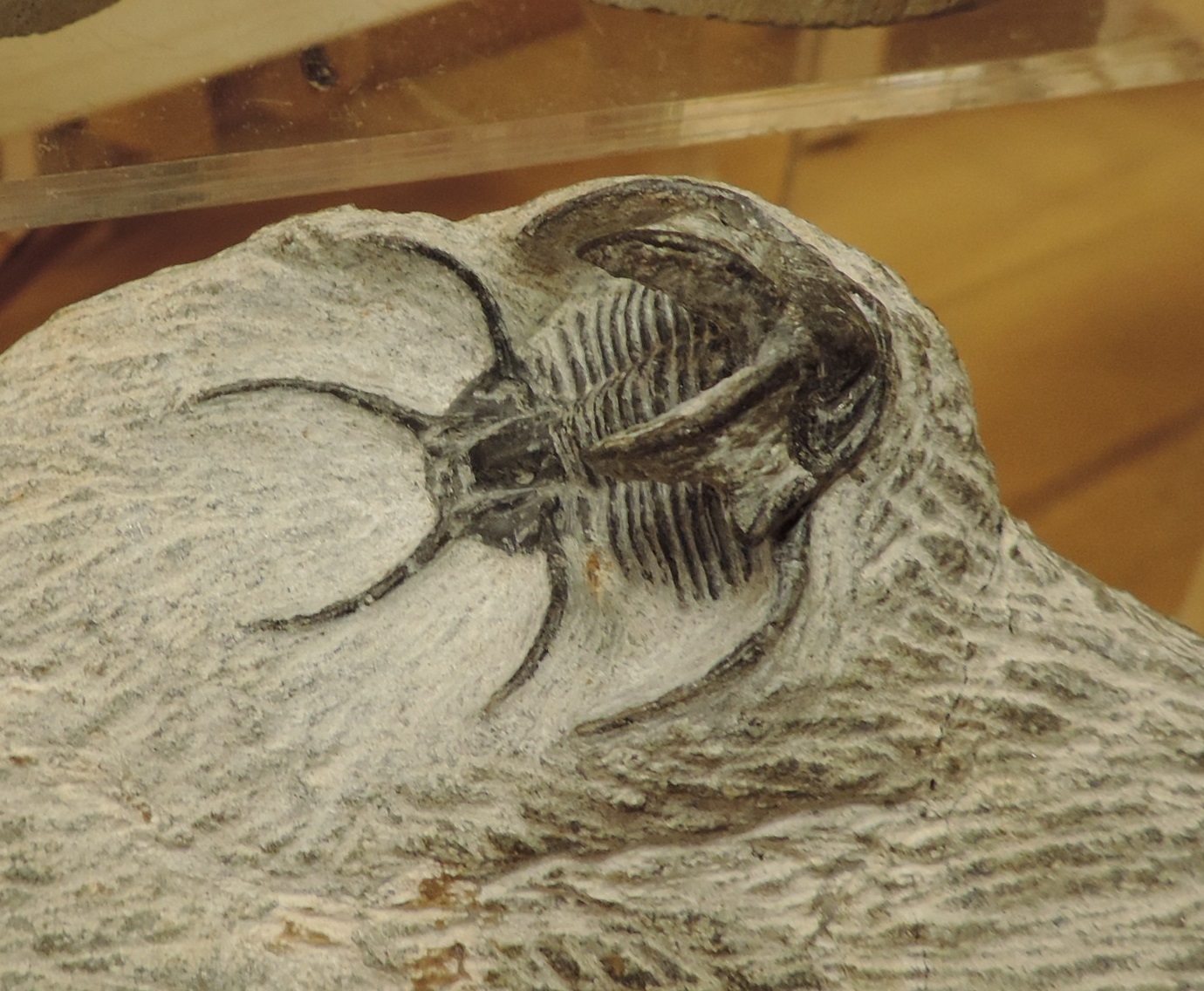
Skamieniałość Cyphaspis (Dewon, Maroko)